# Stała kosmologiczna
Stała kosmologiczna (zazwyczaj oznaczana wielką literą lambda – Λ) – stała zaproponowana przez Alberta Einsteina jako modyfikacja do jego własnej ogólnej teorii względności mająca pomóc w wyjaśnieniu modelu kosmologicznego Wszechświata znanego jako statyczny model Wszechświata. Stała kosmologiczna Einsteina jest niezależna od czasu i przestrzeni. Odkrycie w 1929 prawa Hubble’a, potwierdzające rozszerzanie się Wszechświata, kwestionowało wprowadzenie tej stałej. Również w samej konstrukcji teorii względności taki dodatek był sztuczny. Sam Einstein wprowadzenie tej stałej nazwał największą pomyłką swojego życia.
O koncepcji stałej kosmologicznej przypomniano sobie podczas prób kwantowania pola grawitacyjnego. Energia próżni, zakrzywiająca przestrzeń, zachowuje się analogicznie do stałej kosmologicznej: ciśnienie jest równe minus gęstości energii. Jednakże na gruncie obecnej teorii cząstek elementarnych, wartość energii próżni oszacowana na podstawie skali Plancka przekracza o kilkadziesiąt rzędów wielkości wielkość akceptowalną z punktu widzenia kosmologii, a w szczególności obserwowanych rozmiarów Wszechświata.
Od lat 90. o stałej kosmologicznej mówi się z powodu obserwacji dalekich supernowych, z których wynika, że Wszechświat rozszerza się coraz szybciej zamiast coraz wolniej. Można to wyjaśnić zakładając, że gęstość energii-materii jest zdominowana przez ciemną energię lub właśnie stałą kosmologiczną. Ponadto okazało się, że wiek Wszechświata oszacowany na podstawie obserwacji najstarszych gromad kulistych, powinien wynosić ponad 13 miliardów lat. W modelu Einsteina – de Sittera (bez stałej kosmologicznej) byłby on za mały w porównaniu z obserwacjami, przy założeniu stałej Hubble’a około 70 km/s/Mpc.
Równanie pola ma następująca postać:
{\displaystyle R_{\mu \nu }-{\frac {1}{2}}g_{\mu \nu }R+\Lambda g_{\mu \nu }=-8\pi {\frac {G}{c^{4}}}T_{\mu \nu }=-\kappa T_{\mu \nu },}
gdzie:
{\displaystyle R_{\mu \nu }} – tensor krzywizny Ricciego,
{\displaystyle R} – skalar krzywizny Ricciego,
{\displaystyle g_{\mu \nu }} – tensor metryczny,
{\displaystyle \Lambda } – stała kosmologiczna,
{\displaystyle T_{\mu \nu }} – tensor energii-pędu,
{\displaystyle \pi } – liczba pi,
{\displaystyle c} – prędkość światła w próżni,
{\displaystyle G} – stała grawitacji.
Wyraz ze stałą kosmologiczną można przenieść na drugą stronę równania Einsteina i zinterpretować jako tensor energii-pędu
{\displaystyle T_{\mu \nu }={\frac {\Lambda }{\kappa }}g_{\mu \nu }=\epsilon g_{\mu \nu }.}
Stała kosmologiczna odpowiada materii, której ciśnienie {\displaystyle P=-\rho } jest ujemne. Równanie stanu można zapisać jako
{\displaystyle P=\omega \rho }
z {\displaystyle \omega =-1.}
Człon {\displaystyle \Lambda } podobnie jak skalar krzywizny przestrzeni, ma wymiar odwrotności powierzchni [m−2].
Przyjmuje się, że stała kosmologiczna jest bardzo bliska zera {\displaystyle {}\,\Lambda =3\,\left({\frac {H_{0}}{c}}\right)^{2}\Omega _{\Lambda }=1{,}4657\times 10^{-52}\ {\text{m}}^{-2}} gdzie H0 jest stałą Hubble'a, {\displaystyle \Omega _{\Lambda }} gęstością ciemnej energii.
Analogicznie do stalej grawitacyjnej {\displaystyle G}obecnie mierzoną wartość stałej kosmologicznej można zwięźle wyrazić względem silnej stałej kosmologicznej {\displaystyle \Lambda _{S}={\frac {c^{3}}{\hbar G}}=3{,}82807\cdot 10^{69}\operatorname {\frac {1}{m^{2}}} } uzyskanej jako przeciwwaga zapaści czasoprzestrzeni z powodu przyciągającego samooddziaływania grawitacyjnego gęstości energii zerowej wszystkich pól i cząstek Wszechświata równoważnej ze wzoru Einsteina gęstosci masy grawitacyjnej w {\displaystyle 57} potędze stałej struktury subtelnej jako:
{\displaystyle \Lambda ={\frac {67{\sqrt {6}}}{68}}{\frac {c^{3}}{\hbar G}}\alpha ^{57}=2{,}41347\cdot {\frac {c^{3}}{\hbar G}}\alpha ^{57}=1{,}46570\cdot 10^{-52}\operatorname {\frac {1}{m^{2}}} .}
Stała kosmologiczna o wartości dodatniej oznacza ujemne ciśnienie, a zatem przyspieszoną ekspansję próżni. Istnienie stałej kosmologicznej jest związane z ciemną energią (w XXI wieku określenie to jest coraz częściej używane w pracach kosmologów jako określenie neutralne) oraz z kosmiczną inflacją. Jako alternatywa dla energii próżni, rozważane jest pole skalarne występujące w roli ciemnej energii. Pole takie nazywane jest kwintesencją (wg Arystotelesa – piąty element przyrody).
Stała kosmologiczna jest często uznawana za szczególny przypadek kwintesencji, z równaniem stanu w którym {\displaystyle \omega =-1.}
Z kolei z równań Einsteina wynika, iż aby uzyskać efekt przyspieszonej ekspansji, musi pojawić się {\displaystyle \omega <-1/3.} W ogólności, współczynnik w równaniu stanu nie musi być stały w czasie i może zależeć od przesunięcia ku czerwieni. Proponowane są różne modele potencjału pola skalarnego, szybko i wolnozmienne. Jednym z egzotycznych modeli jest tzw. gaz Czapłygina, w którym ciśnienie zależy od gęstości nieliniowo.
Bezpośrednia rekonstrukcja postaci potencjału pola skalarnego na podstawie danych obserwacyjnych byłaby obecnie bardzo trudna, ponieważ dane dla najdalszych supernowych sięgają tylko do około z=1,5.
W 2017 roku kilka zespołów badawczych przedstawiło analizy danych obserwacyjnych, zgodnie z którymi wartość stałej kosmologicznej zwiększa się wraz z wiekiem wszechświata.